# ヒロシマ・オリンピック構想
- 2020年夏季オリンピックの開催地選考 > 広島・長崎オリンピック構想 > ヒロシマ・オリンピック構想
- 反核運動 > ヒロシマ・オリンピック構想

ヒロシマ・オリンピック構想（ひろしまオリンピックこうそう）とは、2020年夏季オリンピックを広島県広島市に招致しようとした構想である。
2009年10月11日に発表された「広島・長崎オリンピック構想」の後継構想として進められてきた が、2011年4月14日に正式に断念した。
日本国内において2020年東京オリンピック構想と実質的に争った構想である。なお、2013年9月7日の第125次IOC総会で2020年五輪は東京に決定しており、詳細は当該リンク先参照のこと。

## 概要
「広島」ではなく「ヒロシマ」と表記するのは広島市の担当者によれば「被爆地、平和都市での開催となることを示し、さらには同じ被爆都市であるカタカナの『ナガサキ』をも想起していただこう」というものである。字数制限のあるメディアでは単に「広島五輪」と表記している。
2009年10月11日に広島市秋葉忠利と長崎市田上富久の両市長により広島・長崎オリンピック構想発表、その後長崎市の共催断念により広島市単独での開催構想で進めていたが、2011年4月14日秋葉の後任市長に就任した松井一實により招致断念が発表された。広島市は招致検討費として、2010年度予算で2,469万円、2011年度予算で135万円、合計2,604万円費やしている。
夏季と冬季の3度日本で開催されたオリンピックは全て東日本であるため、もし実現すれば近畿地方以西の西日本としては初開催となるはずだった。

## 沿革
- 2009年
  - 10月11日 - 「広島・長崎オリンピック構想」を公表[6]。
  - 12月25日 - 日本オリンピック委員会(JOC)は広島市および長崎市に対し、国際オリンピック委員会（IOC）からの回答である「共催は認められない」と通達[7]。
- 2010年
  - 1月15日 - 長崎市が五輪招致を断念[1]。
  - 2月11日 - 五輪招致検討委員会（第3回）を開催。広島・長崎共催から広島単独開催「ヒロシマオリンピック構想」に修正。夏までに基本計画案を練り、立候補するかどうかの結論を出す方針を決定[8]。
  - 3月25日 - 広島市議会予算特別委員会は、2010年度当初予算案に盛り込まれていた五輪招致検討費2,569万円を厳しい財政状況のため全額削除、修正予算案を可決[9]。
  - 3月26日 - 市議会本会議にて、修正予算案を賛成多数で可決。これに対し秋葉市長は地方自治法に基づく再議権（拒否権）を行使[10]。
  - 3月31日 - 市議会臨時議会にて、再可決に必要な2/3以上の賛成票が得られず修正予算案は否決。その後一部会派が検討費を100万円減額し2,469万円とした新たな修正予算案を提出、賛成多数で可決[11]。
  - 5月10日 - 基本計画を作成する業務委託「オリンピック招致検討基本計画案策定業務」を4月30日に公示、一般入札後、玉野総合コンサルタント広島事務所が落札、この日に契約した。落札額1,590万円。7月末までに基本計画を作成する[12]。
  - 9月28日 - 市は市議会全員協議会にて、開催基本方針案を初公表し説明した[13]。市議会側の質疑は10月8日の全員協議会で行った。
  - 10月最終週 - 市内全区で住民説明会を開催[14]。
  - 12月10日 - 定例市議会にて、秋葉市長は市民への説明が不十分だったとして、立候補するかどうかの結論を来年度に先送りすることを表明[15]。
- 2011年
  - 1月4日 - 秋葉市長が仕事始め式で、次の市長選挙に出馬せず今期限りで市長を退任すると表明。五輪招致の判断は次の市長に委ねられることになった[16]。
  - 2月14日 - 秋葉市長は、菅直人首相および与党民主党幹部の仙谷由人代表代行・岡田克也幹事長・前原誠司外相・枝野幸男官房長官（以上役職は当時のもの）と会談、広島五輪招致に対し国の財政的援助を要望した[17]。
  - 3月9日 - 市議会本会議にて、五輪招致検討費135万円を含む2011年度当初予算案を賛成多数で可決[18]。
  - 3月11日 - 東北地方太平洋沖地震（東日本大震災）発生。
  - 4月10日 - 2011年広島市長選挙で夏季五輪招致構想に否定的な考えを持つ松井一實が当選[19]。
  - 4月14日 - 松井市長が就任初会見を行い、正式に招致断念を表明[4]。
  - 5月22日 - 五輪招致検討委員会を開催し、松井市長が招致断念を提案、了承され委員会は廃止した[20]。
  - 6月13日 - 松井市長はJOCを訪れ、竹田恒和JOC会長に断念を報告[21]。

以上終了。

## 招致検討委員会
県内の他に西日本の自治体首長が検討委員として参加し、「応援委員」と呼ばれる検討委員会には直接参加しないがサポートに回る自治体首長がいることが、この招致検討委員会の特徴である。参加経緯は広島・長崎オリンピック構想#招致活動参照。参加自治体は2011年3月24日時点で、検討委員26＋応援委員182＋アドバイザー1＝209自治体。

## 開催基本方針案
市は16項目による基本方針案を提示している。以下は2010年9月27日に提示された基本方針構想の一部であり、広島市 が公式発表したものから引用している。

### 諸元
基本コンセプト
- 平和とスポーツの祭典：被爆という特異な歴史を持つ広島から、五輪の場で世界へ反核平和をアピールする。
- 新しいオリンピック開催モデル：開催1都市負担から複数都市が協力しあう。
- 大幅な低コスト化
  - 既存施設の有効活用を図り、新設の場合は出来る限り仮設で対応し整備事業費用を抑制する。
  - 仮設施設は大会終了後国内外の競技施設に転用する。
  - 選手村は従来のオリンピックのように分譲住宅に転用するのではなく、設置及び撤去が円滑で再利用可能な宿舎ユニットを新規開発して対応する。
  - 使用した宿舎ユニットは次回以降のオリンピックや国際大会に再利用するほか、大規模災害被災地のための緊急住宅としても活用する。

開催期間
- オリンピック：広島平和記念式典の翌日である8月7日から17日間。
- パラリンピック：9月9日から12日間。

### 競技施設
市内を3つのゾーンに分け、既存施設にこの大会用の特設会場を設けることによりコンパクト化を目指す。下記表のうち、ア：1994年アジア競技大会会場に◯、仮：五輪のための仮設会場に◯。
主要ゾーン
| 丘陵ゾーン（西風新都）   | 丘陵ゾーン（西風新都）               | 丘陵ゾーン（西風新都）     | 丘陵ゾーン（西風新都） | 丘陵ゾーン（西風新都） |
| 会場名                   | オリンピック                         | パラリンピック             | ア                     | 仮                     |
| ------------------------ | ------------------------------------ | -------------------------- | ---------------------- | ---------------------- |
| 広島広域公園陸上競技場   | - 開閉会式 - 陸上 - サッカー（決勝） | - 開閉会式 - 陸上          | ◯                      |                        |
| 広島広域公園第一球技場   | - ホッケー                           | - 脳性麻痺者 7人制サッカー | ◯                      |                        |
| 広島広域公園第二球技場   | - ホッケー                           | - 視覚障害者 5人制サッカー | ◯                      |                        |
| 広島広域公園テニスコート | - テニス                             | - 車椅子テニス             | ◯                      |                        |
| 奥畑地区特設会場         | - クレー射撃                         |                            |                        | ◯                      |

| 平和記念ゾーン（平和記念公園） | 平和記念ゾーン（平和記念公園）      | 平和記念ゾーン（平和記念公園） | 平和記念ゾーン（平和記念公園） | 平和記念ゾーン（平和記念公園） |
| 会場名 | オリンピック                        | パラリンピック                 | ア                             | 仮                             |
| --- | ----------------------------------- | ------------------------------ | ------------------------------ | ------------------------------ |
| 平和大通り特設会場 | - マラソン - 競歩                   | - マラソン                     |                                | ◯                              |
| 広島市総合屋内プール | - 水球                              |                                | ◯                              |                                |
| 太田川放水路特設会場 | - 水泳マラソン10km - トライアスロン | - 自転車ロード                 |                                | ◯                              |
| 広島県立総合体育館 | - 新体操 - バドミントン             | - 柔道 - ボッチャ              | ◯                              |                                |
| 中央公園芝生広場特設会場 | - ウエイトリフティング              | - パワーリフティング           |                                | ◯                              |
| - マラソンは平和公園前を発着地点とする。まず原爆ドームへ向かい元安橋を渡り本川橋手前で南下し公園を1周する。その後平和公園前から東進、駅前通りに沿って広島駅へ、そこから北西に向かい常盤橋を渡り城北通りから祇園新道を南下、その後相生通りを西進、中広通りを南下、その後平和大通りを東進して平和公園前に付く、このコースを4周する。 - 競歩は平和大通りを折り返し。 |                                     |                                |                                |                                |

| 湾岸ゾーン（広島湾岸）   | 湾岸ゾーン（広島湾岸）                                                  | 湾岸ゾーン（広島湾岸）                               | 湾岸ゾーン（広島湾岸） | 湾岸ゾーン（広島湾岸） |
| 会場名                   | オリンピック                                                            | パラリンピック                                       | ア                     | 仮                     |
| ------------------------ | ----------------------------------------------------------------------- | ---------------------------------------------------- | ---------------------- | ---------------------- |
| 広島競輪場               | - 自転車トラック                                                        | - 自転車トラック                                     | ◯                      |                        |
| 出島地区特設会場         | - バスケットボール                                                      | - 車椅子バスケ                                       |                        | ◯                      |
| 広島観音マリーナ         | - セーリング                                                            | - セーリング                                         | ◯                      |                        |
| 扇地区特設会場           | - 競泳 - 飛込 - シンクロナイズドスイミング - 近代五種（水泳）           | - 水泳                                               |                        | ◯                      |
| 広島サンプラザ           | - ボクシング                                                            | - ゴールボール                                       | ◯                      |                        |
| 五日市地区埋立地特設会場 | - ハンドボール - ライフル射撃 - フェンシング - 近代五種（フェンシング） | - 射撃 - 車椅子フェイシング - ウィルチェアーラグビー |                        | ◯                      |

その他
| 県内その他                       | 県内その他                                                            | 県内その他           | 県内その他 | 県内その他 |
| 会場名                           | オリンピック                                                          | パラリンピック       | ア         | 仮         |
| -------------------------------- | --------------------------------------------------------------------- | -------------------- | ---------- | ---------- |
| 可部運動公園特設会場             | - 卓球 - テコンドー                                                   | - 卓球               |            | ◯          |
| 瀬野川公園                       | - アーチェリー                                                        | - アーチェリー       | ◯          |            |
| 芦田川漕艇場                     | - ボート                                                              | - ボート             | ◯          |            |
| 阿賀マリノポリス特設会場         | - バレーボール - ビーチバレー                                         | - シッティングバレー |            | ◯          |
| 三原運動公園特設会場             | - 体操 - トランポリン                                                 |                      |            | ◯          |
| 東広島運動公園特設会場           | - レスリング - 柔道                                                   |                      | ◯          | ◯          |
| 広島県立中央森林公園特設会場     | - 自転車ロード - マウンテンバイク - BMX                               |                      | ◯          | ◯          |
| 広島県立もみのき森林公園特設会場 | - 総合馬術 - 馬場馬術 - 障害飛越 - 近代五種 （馬術、射撃/ランニング） | - 馬術               |            | ◯          |
| 八千代湖                         | - カヌースプリント - カヌースラローム                                 |                      | ◯          | ◯          |
| 未定                             | - ゴルフ                                                              |                      |            |            |
| 未定                             | - 7人制ラグビー                                                       |                      |            |            |

| 県外                                   | 県外               | 県外           | 県外 | 県外 |
| -------------------------------------- | ------------------ | -------------- | ---- | ---- |
| 広島長崎長居神戸博多熊本新潟           |                    |                |      |      |
| 会場名                                 | オリンピック       | パラリンピック | ア   | 仮   |
| 長崎市総合運動公園かきどまり陸上競技場 | - サッカー（予選） |                |      |      |
| 長居陸上競技場                         | - サッカー（予選） |                |      |      |
| 神戸市御崎公園球技場                   | - サッカー（予選） |                |      |      |
| 東平尾公園博多の森陸上競技場           | - サッカー（予選） |                |      |      |
| 熊本県民総合運動公園陸上競技場         | - サッカー（予選） |                |      |      |
| 新潟県立鳥屋野潟公園新潟スタジアム     | - サッカー（予選） |                |      |      |

### その他主要施設
選手村
- 場所：西風新都・善當寺住宅地区
- 宿泊棟：10,000室
- 大会後は住宅地区として整備。

MPC・IBC

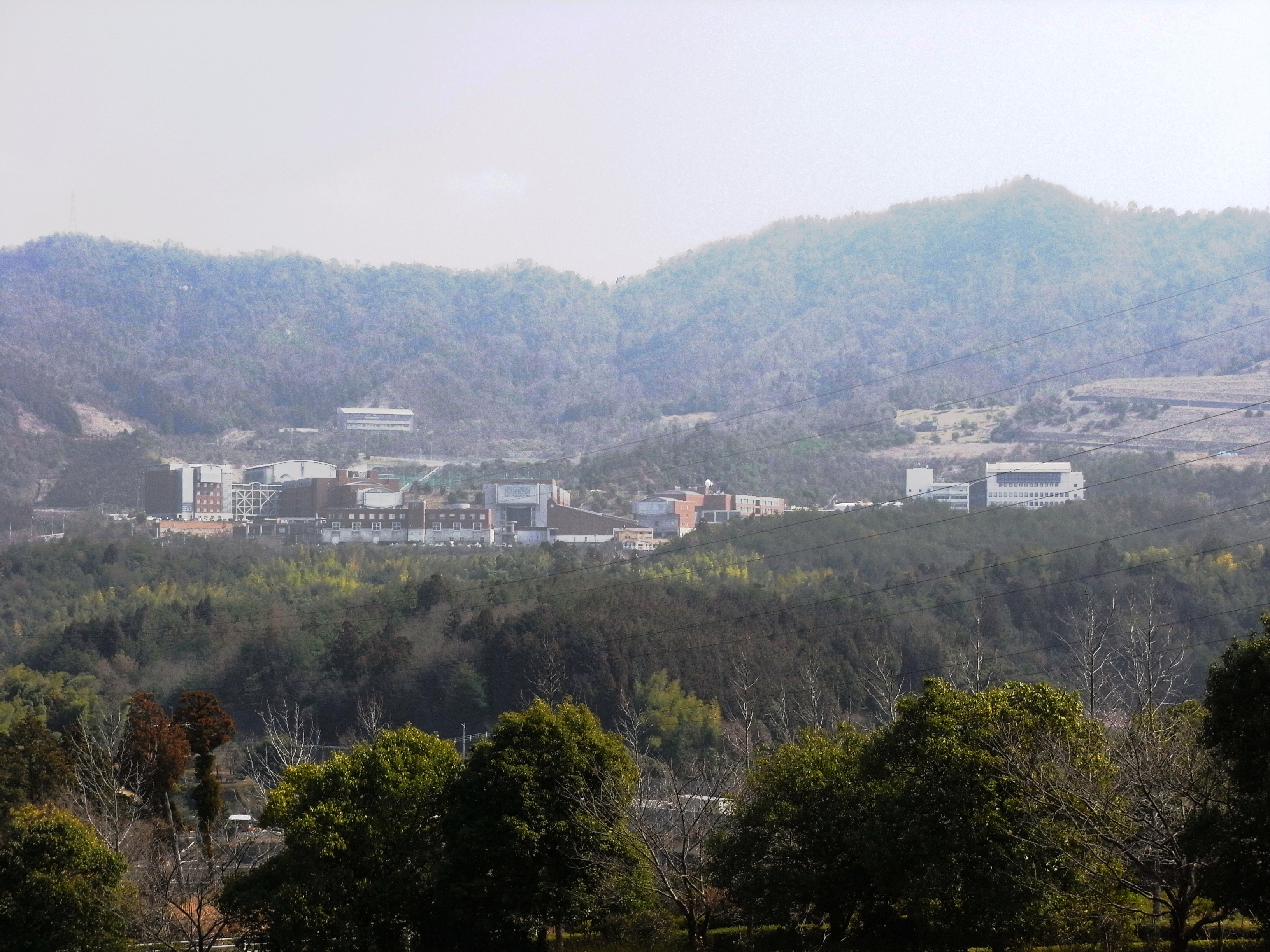
メディアセンター予定地

- 場所：西風新都・大塚学研地区(広島市立大学周囲)
- メディア用宿泊施設も整備。

### 宿泊施設
- 山陽新幹線など交通機関利用で移動時間1時間圏内の宿泊施設を前提で考えている。そのため市外も含める。
- 大会関係者用として67,000室
  - 市内既存：18,000施設（うちホテル15,000室）
  - 新規ホテルに加え、広島港および呉港にクルーズ客船を停泊させ宿泊施設として用いる。
- 観客用として民間住宅活用も検討している。

### 交通
- 空のアクセスは広島空港や広島西飛行場を活用するほか、関西国際空港や福岡空港など近隣空港と連携する。
- 選手村と競技場とのアクセスはシャトルバスを運行するが、場合によっては水上交通も用いる。

### 財政
- 総事業費：4,491億円（うち広島市負担52億円）
  - 収入はチケット、放映権、スポンサー等に加え、資産売却収入458億円(全体の10.6%)、全世界からの寄付金＋公営企業収入＋助成金で982億円(全体の22.7%)を見込んでいる。
  - 支出は可能な限りリユース可能な仮設施設などを用い抑えている。

## 招致活動

### 背景

#### 広島市の財政状況
1980年代、広島アジア大会（1994年アジア競技大会）開催が構想された。この際、広島では都市インフラストラクチャー基盤の整備も期待されており、折りしも1980年代後半からのバブル景気と重なって大規模な施設が新規で建てられることになった。
その後大会開催を前後してバブル崩壊し不況となり、全国的に見ても「東の千葉・西の広島」といわれるほど不況によるダメージを受けることになる。更にこれら施設維持が地元自治体の財政を圧迫した。メイン会場の広島広域公園陸上競技場は当初2002 FIFAワールドカップ会場として立候補するも改修費用がネックとなり断念した。ほかのスポーツ施設運用も都市部に偏り、不況から大きな大会を開くことが出来ず結果これら施設は「宝の持ち腐れ」状態が続いた。
2003年には市の財政悪化から「財政非常事態宣言」を秋葉忠利市長が発令する 状況にまでなり、その後は財政再建に向け努力している状況だった。また、長年にわたり広島アジア大会の借入金を返済しており、2011年現在も続いている状況であった。

#### 秋葉市政

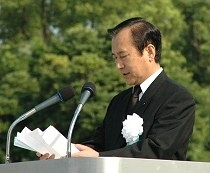
秋葉忠利

1999年、社会民主党（旧日本社会党）衆議院議員から出馬し、広島市長に就任した秋葉は、一貫して積極的な反核および平和活動を行ってきた。
バラク・オバマ大統領がプラハでの核兵器廃絶に向けた演説を行った事に賛同した「オバマジョリティ(Obamajority)」キャンペーンや、広島平和記念資料館の展示内容を見直す検討委員会に中国人および韓国人らアジア出身の委員を起用、「折鶴ミュージアム」建設推進など、世界に向けてアピールを行い、結果2010年にはマグサイサイ賞を受賞するなど対外的に評価された。
こうした平和活動が市民に評価されたことに加え、市長選では対抗馬となる自民党側は有力な候補者を擁立できなかったこともあり、3期12年に渡り市政を担ってきた。
ただ、秋葉のトップダウン型の市政に対し広島市議会は反対側に回ることが多く衝突が絶えなかったため両者の関係が悪化し、広島西飛行場にまつわる諸問題や広島港を含めた宇品出島地区開発をめぐる論争などの結果藤田雄山広島県知事および広島県庁との関係も悪化していた。

### 五輪招致意思表明

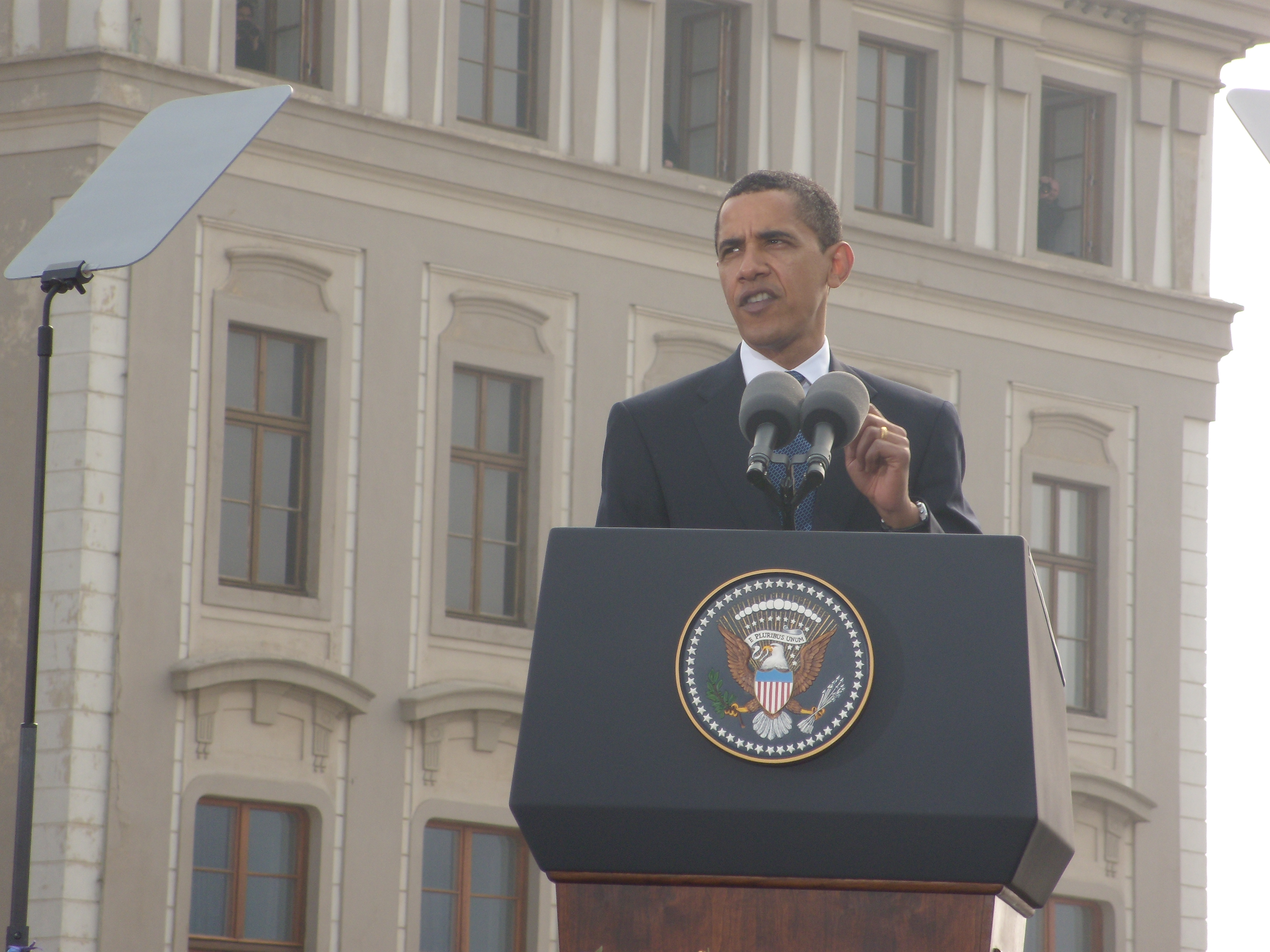
プラハ演説をするバラク・オバマ

「平和の祭典」と呼ばれているオリンピックを被爆地である広島市と長崎市で共同開催することで「核兵器廃絶と平和の尊さ」を世界に訴えるという理念のもと、広島市秋葉忠利と長崎市田上富久の両市長だけで話を進めていた。これに2009年4月にオバマ大統領がプラハ演説を行ったことが推進する追い風となった。
2009年10月、秋葉市長および田上市長により広島・長崎オリンピック構想が発表され、両市長からのトップダウンの形で両市を中心に構想を進めていた。
しかし、オリンピック憲章では開催都市は原則として1つとしており、憲章の改正が行われない限り現状の共同開催案は難しいと各方面から指摘され、国際オリンピック委員会（IOC）もこれを受け入れないと両市に通達した。更に長崎県庁において金子原二郎知事は当初から招致活動に参加せず静観し、県庁内部の一部では2014年に開催する長崎がんばらんば国体に重点をおいていた こともあり協力が難しくなった。そのため、長崎市は共催を断念することになった。
そこで、2010年2月11日当初の広島および長崎を中心とする全国各自治体による開催で負担を分担する「志を共有する複数都市で分散開催」する構想から「広島市単独での開催」構想に移行した。基本方針は広島市が中心となって作成し2010年夏までに具体的な開催基本計画案作成を行い、2011年7月に行われる日本のオリンピック開催都市候補に正式に立候補するかを決定するとしていた。

### 強みと問題

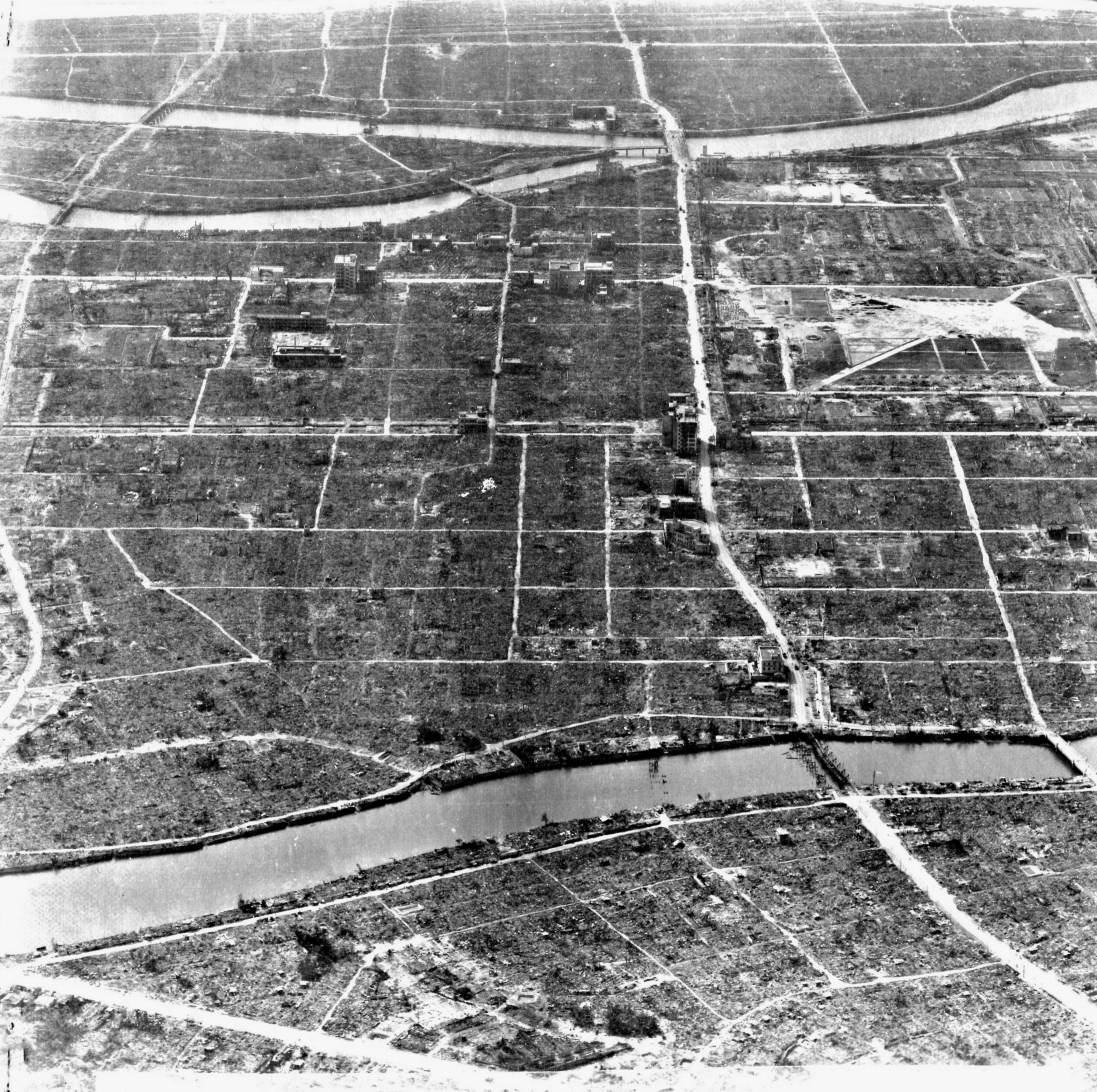
被爆直後の広島市中心部

この五輪招致活動は「ヒロシマ」を全面的に打ち出した。世界で最初の被爆地である広島でオリンピックを開催することは「核兵器廃絶」を世界にアピールする大きなインパクトがあること、2020年は平和市長会議で「世界の核廃絶の目標年」にも位置付けられていることから、全国のみならず世界からもその理念に賛同が得られた。その中には鳩山由紀夫内閣総理大臣 や橋下徹大阪府知事（以上役職は当時のもの）、指定都市市長会 も含まれる。「ヒロシマ」の名前は世界へのアピール力もあり、同時期に行われていた2018/2022年FIFAワールドカップ日本招致構想において、広島が開催候補地に「含まれていない」ことが海外各国記者で話題となる ほどである。
また、アジア地域での夏季オリンピック開催は、2008年北京オリンピックから2020年まで12年の開きがあり開催への抵抗が心配されないことや、広島市は1994年広島アジア大会の開催を経験しており国際規模のスポーツ競技大会を開催できるインフラが整っていることが、招致活動の強みとなった。

一方で、この招致活動において当初からいくつか問題点があった。
1. 日本国内での招致ライバルとして、2016年オリンピック招致で落選した東京都が石原慎太郎知事の下、再度立候補した（2020年東京オリンピック構想）[40]。そのままスライドして招致活動すればよいことから[41]、東京の方が今後の招致活動に優位だった。
2. 五輪に反核運動を結びつけることに対し、無意味であるとしてほとんどの被爆者団体は批判した[34][42][43]。
3. 市が招致構想を発表した時点で、JOCや県内競技団体、県知事含めた広島県庁[44] や広島市議会[34] の行政、地元財界[45] に事前説明していなかったため、地元では混乱が発生し一部は招致反対側に回った[46]。

特に市議会は過半数が反対側に回った。理由として上記のとおり秋葉市長と市議会の関係が悪化していたところへ秋葉が事前説明なしで発表したこと、市の厳しい財政状況懸念、特に市が「財政非常事態宣言」発令以降非常に厳しい監視を行っていることなど。そのため市議会は2010年度の招致検討費を全額削除した修正予算案を一度可決、秋葉市長が拒否権行使後、招致検討費が復活した騒動が発生した。

### 基本方針発表
2010年9月、市は基本方針案を発表する。基本方針発表後に出た主な意見は以下のとおり。
好評
1. 他の招致構想と比べても大幅なコストカットを実現させようとしている。16年東京招致構想、福岡招致構想より総事業費3,000億円程度圧縮した[47][48]。

問題点
1. 財政計画に問題がある
  1. 財源の2割を寄付金や助成金で、1割を仮設の競技施設や選手村宿泊棟の売却費、とするなど不確定な要素が多い[47][48]。
  2. 交通インフラ整備費用を全く見込んでいない[48][49]。
    1. 宿泊施設数は交通機関を利用することを前提に市外施設も数字に入れているが、そのための交通整備費を見込んでいない[48]。
    2. 現状、広島広域公園陸上競技場で開催される日本プロサッカーリーグ（Jリーグ）の試合規模でも観客輸送に手間取っているため、五輪規模の大会となるとインフラ整備しなければ対応できない[48]。
    3. 交通インフラの一つとして考えられている広島西飛行場だが、2010年度を以て廃港となり今後ヘリポートとして規模縮小運用することが決定した[50]。そのため交通インフラに対する考え方を抜本的に変えなければならない。
2. 平和および反核を唱っているため、広島における原爆忌である8月6日を避けて開催しようとしているが、長崎における原爆忌である8月9日は五輪と重なることになる。ちなみに、2010年9月基本計画発表時点で、8月9日にはサッカー予選[注 3]・水泳・バレーボールなど様々な競技計画を入れている。これに対し、田上長崎市長は事実上容認している[51]。
3. IOCが大会関係者用として半径50km以内に4万室の宿泊施設が必要であるとしているが、広島市内ではそのうち3割しかまかなえない。そのため仮設だけでなく市内の学校寮[注 4]や賃貸住宅なども活用する必要がある[35]。

特に、内訳根拠が示されていない寄付金で財源確保する計画部分 に批判が集中した。これに対し市側はバラク・オバマが2008年アメリカ合衆国大統領選挙においてインターネットを用いて政治資金を集めた例をあげた。同年10月21日から全区で始まった住民説明会では、平和理念や経済効果を期待する住民がいる一方で、財政問題や理念を批判する声が挙がった。

### 市民の反応

#### peace2-project
Peace Peace Project ホームページ
構想発表とほぼ同時に宗教法人崇教真光信者(広島市内の信者10名程)や一般大学生世代(真光信者では無い約数名)が中心として、「ヒロシマ peace.peace-project」を立ち上げる。また、全国発信するためホームページ・ポスター・グッズ等を作りオリンピック開催に向け準備を始める。その後すぐ広島市内や全国の崇教真光教団施設へ呼び掛けを行い、署名活動とメディア出演(広島限定)を行うもオリンピック構想中止が決定した為、解散している。最終的に立ち上げメンバーを含め、プロジェクト中心メンバー約50人で開催に向け活動していた。
因みに署名活動による署名数は100万人を目標とし、中止決定の直前には「約70万人分」が集まっていた。そのうち、10万人分は代表から当時の広島市市長・秋葉忠利に提出しており、この様子は広島の各メディアによって広島県内に放送された。

#### 世論調査
世論調査結果は以下のとおり（一部は未回答の数字を入れていない）。構想発表1ヶ月後には冷静に見極める人間が増え始め、2010年に入ると市の厳しい財政状況を懸念した反対勢力 が上回るようになり、東日本大震災後の調査ではさらに反対が増える結果となった。
| 期間   | 期間 |  | 結果(%) | 結果(%)    | 結果(%) | 結果(%) | 結果(%) | 結果(%)    | 結果(%) | 調査方法                                         |
| 期間   | 期間 |  | 市内    | 市内       | 市内    |         | 県内    | 県内       | 県内    | 調査方法                                         |
| 期間   | 期間 |  | 賛成    | どちらとも | 反対    |         | 賛成    | どちらとも | 反対    | 調査方法                                         |
| ------ | ---- |  | ------- | ---------- | ------- | ------- | ------- | ---------- | ------- | ------------------------------------------------ |
| 2009年 | 10月 |  | 63.5    | -          | 18.0    |         | -       | -          | -       | 中国放送による市内200人を対象とした対面調査。    |
| 2009年 | 11月 |  | -       | -          | -       |         | 32.0    | 35.8       | 29.9    | 中国新聞による県内を対象とした調査。             |
| 2010年 | 6月  |  | 22.8    | 26.5       | 50.8    |         | 26.4    | 30.5       | 42.0    | 中国新聞による県内を対象とした調査。             |
| 2010年 | 11月 |  | 27.1    | 28.4       | 44.5    |         | -       | -          | -       | 中国新聞による市内1000人を対象とした電話調査。   |
| 2010年 | 11月 |  | 24      | 21         | 54      |         | 25      | 23         | 47      | NHK広島放送局による県内を対象としたRDD方式調査。 |
| 2011年 | 4月  |  | 19      | -          | 66      |         | -       | -          | -       | 朝日新聞による市内を対象とした電話調査。         |

### 首長交代/招致断念
2011年1月、秋葉は市長退任を急遽発表、五輪招致の立候補は次の市長の判断に委ねられた。そのため、同年4月に行われた2011年広島市長選挙において、招致の是非も問われることになった。結果、招致否定派の松井一實が当選した。

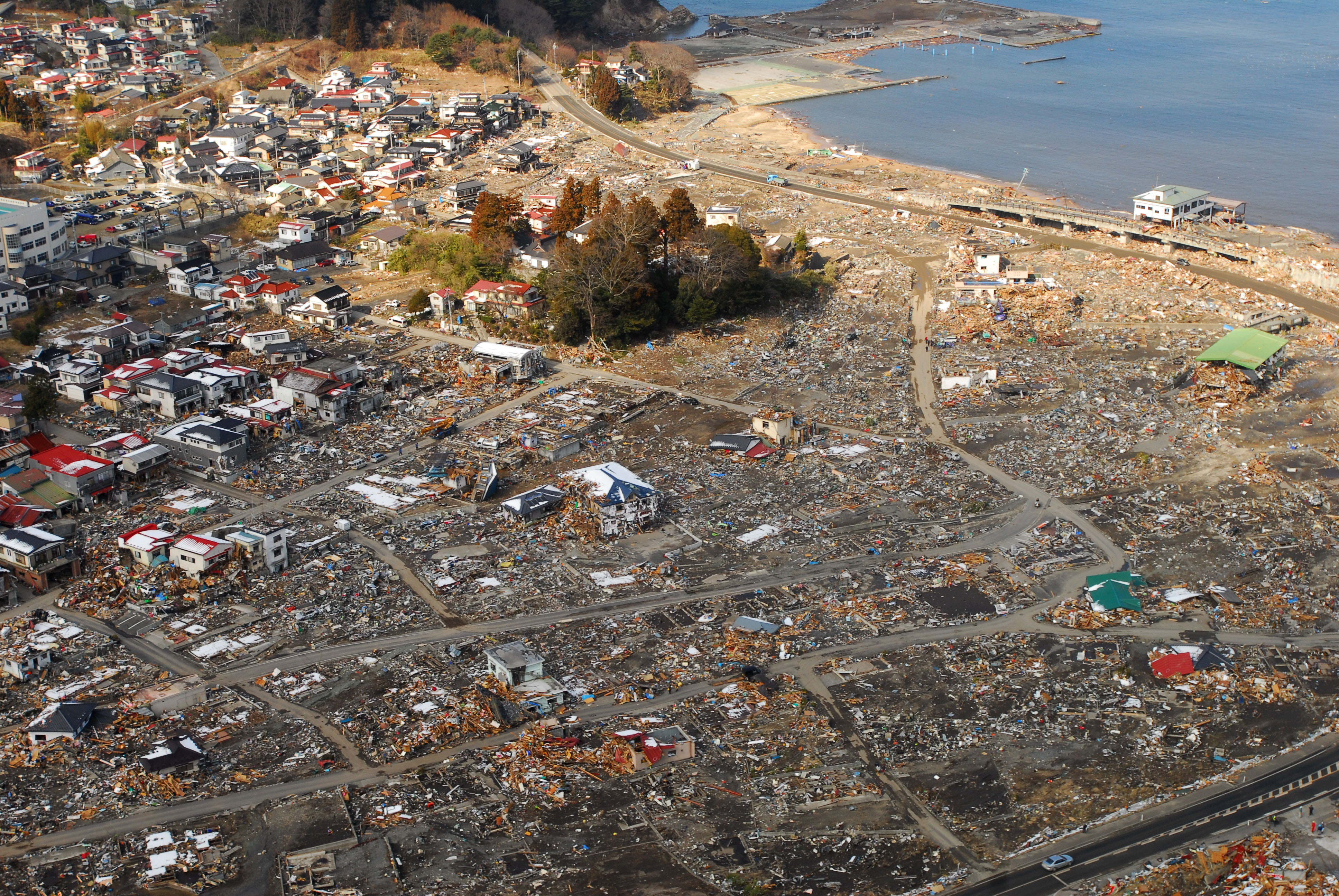
東日本大震災後の三陸海岸

2011年4月14日、松井市長は就任初の会見において正式に招致断念を表明した。理由として挙げたのが以下のとおり。
1. 市の財政改善および経済活性化が最重要課題であること。
2. 五輪招致と平和運動は別箇のこととして対応すべきであること。
3. 同年3月に起きた東日本大震災の影響から国の財政援助が望めない可能性が高まったこと。
4. 実現に向けた工程表をまったく作成しておらず、今後の展開が不透明だったこと。

2011年5月23日、最後の五輪招致検討委員会を開催、その場で松井市長は五輪招致断念を提案し了承され、すべての五輪招致活動は終了した。なお、当初は27自治体の首長が出席した委員会だが、最後は松井と田上長崎市長と三村裕史熊野町長だけが参加し事務方も10自治体は出席しなかった。
2011年6月13日、松井市長はJOCの竹田恒和会長と会談、断念を正式に報告し広島五輪構想は完全に白紙となった。